# Pachira quinata
Espèce
Classification phylogénétique
Statut de conservation UICN

 VU Sandiford, 1998 : Vulnérable
Synonymes
- Bombax quinatum Jacq.[2] - Basionyme
- Bombacopsis fendleri (Seem.) Pittier
- Bombacopsis jaris Pittier
- Bombacopsis quinata (Jacq.) Dugand
- Bombacopsis sepium Pittier
- Bombax fendleri (Seem.) Pittier
- Bombax nicoyense Pittier
- Pachira bracteolata Decne.
- Pachira fendleri Seem.
- Pochota quinata (Jacq.) W.D. Stevens
- Pochota vulgaris Ram. Goyena[3]

Pachira quinata, couramment appelé Pochote dans son aire d'origine, est une espèce de plantes à fleurs de la famille des Malvacées (famille de la mauve).
C'est un arbre qui pousse dans les forêts sèches du Costa Rica, du Nicaragua, du Honduras, du Panama, du Venezuela et de Colombie. Il porte de grosses épines trapues sur son tronc et ses branches. Il est souvent planté comme piquet vivant de haie défensive, agrémenté de fil de fer barbelé. Considéré comme sacré, ses épines sont souvent utilisées pour confectionner de petites sculptures en forme de maison, servant de porte-bonheur des habitations. 
Largement planté au Costa Rica pour le bois d’œuvre, son bois léger, résineux et résistant présente des propriétés de travail que l'on compare généralement à l'acajou de Guyane. C'est un des bois les moins chers du Costa Rica, bien qu'il soit utilisé en ébénisterie, en marqueterie de guitare et pour la fabrication d'autres objets précieux.
Le nom vernaculaire de cet arbre est à l'origine du toponyme Pochote, petit village sur la côte Pacifique du Costa Rica.